# Achille Beltrame

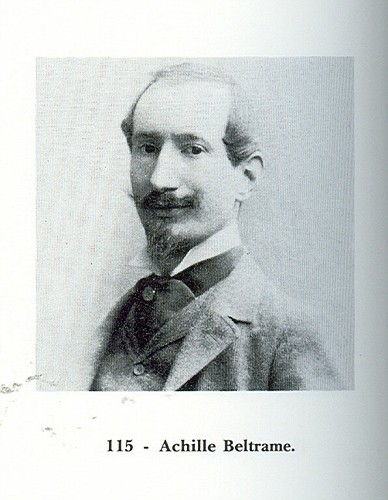
Achille Beltrame

Achille Beltrame (Arzignano, 18 de marzo de 1871 - Milán, 19 de febrero de 1945) fue un ilustrador y pintor italiano. Fue además el célebre autor de la portada del semanario La Domenica del Corriere por casi medio siglo.

## Biografía
Beltrame estudió en la Academia de Bellas Artes de Brera, en Milán. Fue aprendiz de Francesco Hayez y de Giuseppe Bertini.
Trabajó como cartelistas para la Oficina Gráfica Ricordi, para la que realizó panfletos publicitarios convirtiéndose en un autor reconocido.
Con 28 años, fue invitado a contribuir en la edición de La Domenica del Corriere por su coetáneo Luigi Albertini. El primer número de la revista se publicó el 8 de junio de 1899. En el período de 40 años de trabajo las publicaciones de Beltrame llegaron a 4.662. En el semanario milanés Beltrame trabajó de manera constante sin tener vacaciones hasta el 1 de febrero de 1945.
«A través de las imágenes que creó - escribió Dino Buzzati - los acontecimientos más importantes y singulares en el mundo podían llegar hasta las casas de campo más aisladas, hasta los valles más remotos, a las casa más humilde, proporcionando un flujo de noticias y conocimientos a las generaciones de italianos que de lo contrario no hubieran sabido poco o nada. Un maestro de las artes gráficas, pero también un maestro formidable del periodismo...».
Las portadas a color de Beltrame se volvieron lo más distintivo de la revista. En su portada se muestra la historia de la forma de vestir y de la sociedad italiana durante la primera mitad del siglo XX. Actualidad, deportes, costumbres fueron resumidos por el ilustrador arzignanense magistralmente, lo que permitía que vieran la actualidad la población que aún era analfabeta. Nunca se movió de Milán, donde diseño todas sus portadas. Sin embargo se las arregló para representar lugares, eventos, personas y cosas que nunca había visto en persona, gracias a su curiosidad innata y una imaginación combinada con un riguroso sentido del realismo. Famosas fueron en particular sus ilustraciones de los acontecimientos bélicos de la Gran Guerra y los hechos en los Alpes. Como pintor, Beltrame produjo cientos de pinturas al óleo, acuarela, témpera y lápiz. Los otros siete hermanos Achille Beltrame se distinguieron en las artes y las letras.
Murió en Milán el 19 de febrero de 1945, en la casa de su sobrino en la calle Fiamma, 27. Uno de sus discípulos, Walter Molino, había comenzado a trabajar con él en 1940 y continuó ilustrando las portadas de la revista después de su muerte. Como pintor, Beltrame produjo cientos de pinturas al óleo, acuarela, gouache y lápiz.